# ТЕС Порт-Саїд-Схід
31°2′41.1″ пн. ш. 29°39′36.5″ сх. д. / 31.044750° пн. ш. 29.660139° сх. д.
ТЕС Порт-Саїд-Схід — теплова електростанція на середземноморському узбережжі Єгипту, за два десятки кілометрів на південний схід від Суецького каналу та східної портової зони Порт-Саїду.
Введена в експлуатацію у 2003 році, станція стала останньою класичною конденсаційною електростанцією в країні. Вона обладнана двома паровими турбінами виробництва компанії Toshiba потужністю по 341 МВт.
Проект реалізував французький енергетичний концерн GDF Suez за схемою BOOT (build-own-operate-transfer, будуй-володій-експлуатуй-передай). Можливо відзначити, що на початку 2000-х років таким чином спорудили ще дві електростанції — ТЕС Сіді-Крір 3, 4 та ТЕС Суец-Галф. Згодом їх усі викупила малайзійська компанія Tanjong.
Станція, для охолодження якої використовується морська вода, здатна працювати на природному газі та нафтопродуктах, при цьому незадовго до її введення неподалік розпочалась розробка потужних офшорних газових родовищ у єгипетському секторі Середземного моря (Темсах, Ха'пі).